# Pettersen
Pettersen oder Pettersén ist ein Familienname.

## Herkunft und Bedeutung
Pettersen ist ein patronymisch gebildeter norwegischer Familienname mit der Bedeutung „Sohn des Petter“. Eine schwedische Form des Namens ist Pettersén.

## Namensträger
- Atle Pettersen (* 1989), norwegischer Sänger
- Bård Inge Pettersen (* 1973), norwegischer Beachvolleyballspieler
- Bjarne Pettersen (Turner) (1891–1983), norwegischer Turner
- Bjarne Pettersen (Fußballspieler) (1907–1975), norwegischer Fußballspieler
- Brit Pettersen (* 1961), norwegische Skilangläuferin
- Brittany Pettersen (* 1981), US-amerikanische Politikerin
- Eleanore Pettersen (1916–2003), amerikanische Architektin
- Erling Pettersen (* 1950), evangelisch-lutherischer Bischof
- Espen Bugge Pettersen (* 1980), norwegischer Fußballtorhüter
- Guro Pettersen (* 1991), norwegische Fußballtorhüterin
- Jakob Martin Pettersen (1899–1970), norwegischer Politiker
- Josefine Frida Pettersen (* 1996), norwegische Schauspielerin
- Karl Pettersen (1826–1890), norwegischer Geologe
- Kjellaug Pettersen (1934–2012), norwegische Frauenrechtlerin
- Kurt Pettersén (1916–1957), schwedischer Ringer
- Mads Sjøgård Pettersen (* 1984), norwegischer Schauspieler
- Marianne Pettersen (* 1975), norwegische Fußballspielerin
- Oddrunn Pettersen (1937–2002), norwegische Politikerin
- Øystein Pettersen (* 1983), norwegischer Skilangläufer
- Sigurd Pettersen (* 1980), norwegischer Skispringer
- Simen Holand Pettersen (* 1998), norwegischer Handballspieler
- Sindre Pettersen (* 1996), norwegischer Biathlet und nordischer Kombinierer
- Siri Pettersen (* 1971), norwegische Schriftstellerin und Comicautorin
- Sissel Vera Pettersen (* 1977), norwegische Jazzmusikerin und bildende Künstlerin
- Susanne Pettersen (* 1996), norwegische Handballspielerin
- Suzann Pettersen (* 1981), norwegische Golferin
- Tage Pettersen (* 1972), norwegischer Politiker

## Sonstiges
- Pettersenegga, Gebirgskamm im Königin-Maud-Land, Antarktika